# رفيق حبيب
رفيق حبيب هو مفكر مصري مسيحي من مواليد القاهرة سبتمبر 1959م، ينتسب إلى الطائفة الإنجيلية وهو نائب رئيس حزب الحرية والعدالة المنبثق من جماعة الإخوان المسلمين. يعد أحد المفكرين المعتدلين في مصر.
حصل رفيق على درجة ماجستير في الآداب تخصص علم نفس من كلية الآداب بجامعة عين شمس في 1985، ثم درجة دكتوراه الفلسفة في الآداب تخصص علم نفس اجتماعي من ذات الجامعة في 1988.
عين مستشارا في الفريق الرئاسي لمحمد مرسي واعتزل العمل السياسي احتجاجا على موقعة الاتحادية

## مؤلفاته
- سيكولوجية التدين لدى الأقباط، القاهرة، دار الثقافة، 1986.
- الاحتجاج الديني والصراع الطبقي في مصر، القاهرة، سينا للنشر، 1990.
- المسيحية السياسية في مصر، القاهرة، يافا للنشر، 1990.
- المسيحية والحرب: قصة الأصولية الصهيونية الأمريكية والصراع على الشرق الإسلامي، القاهرة، يافا للنشر، 1991.
- الإحياء الديني: ملف اجتماعي للتيارات المسيحية والإسلامية في مصر، القاهرة، الدار العربية، 1991.
- تفكيك الديمقراطية، القاهرة، دار الشروق، 1997.
- المقدس والحرية، القاهرة، دار الشروق، 1998.
- التغيير: الصراع والضرورة القاهرة، دار الشروق، 1999.
- الدولتان ... الإسلاميون والدولة القومية، القاهرة، مكتبة الشروق الدولية 2012.
- الأمة والدولة: بيان تحرير الأمة، القاهرة، دار الشروق، تحت الطبع.
- حضارة الوسط، نحو أصولية جديدة، القاهرة، دار الشروق، تحت الطبع.
- إحياء التقاليد العربية، القاهرة، دار الشروق، تحت الطبع.
- طريق النهضة: جدول أعمال الأمة، القاهرة، دار الشروق، تحت الطبع.

## الدراسات
- الشخصية المصرية: التجديد والإحياء والاستمرار، في: لويس كامل مليكة، قراءات في علم النفسي الاجتماعي في الوطن العربي، القاهرة، الهيئة المصرية العامة للكتاب، 1990.
- العلوم الاجتماعية بين التحديث والتغريب: نموذج علم النفس، في: ندوة إشكالية التحيز: رؤية معرفية ودعوة للاجتهاد، القاهرة، 1992، المعهد العالمي للفكر الإسلامي ونقابة المهندسين، 1995.
- أوراق حزب الوسط مقدمة لأوراق تأسيس الحزب القاهرة 1996.
- ثقافة الهزيمة في تحالف كوبنهاغن، قراءة نقدية في خطاب التطبيع، المحرر أمين إسكندر، القاهرة، يافا للنشر، 1998.
- الجماعات الوظيفية: نموذج للتعاقد الاجتماعي دراسة، في موضوع اليهود واليهودية والصهيونية، للدكتور عبد الوهاب المسيري، تحت الطبع.